# Антоний (патриарх Эритрейский)
Патриарх Антоний (тигринья ኣቡነ ኣንጦንዮስ, в миру — Гебремедин Дебретсион; 5 июля 1927 Итальянская Эритрея — 9 февраля 2022) — третий патриарх Эритрейской православной церкви. Был насильственно смещён правительством Эритреи, и находился под домашним арестом.

## Биография
Родился 5 июля 1927 года в Эритрее.
С 1932 года — иподиакон Монастыря Дебре Цеге Абуна Эндриас (Endrias).
19 мая 1994 года в день Пятидесятницы в соборе святого Марка в Каире рукоположён папой Шенудой III в сан епископа Хамасийского (епархия Центрального региона).
25 апреля 2004 года избран Патриархом Эритрейской православной церкви. Интронизацию в кафедральном соборе Асмэры возглавил папа Шенуда III.
В январе 2006 года за просьбу к эритрейскому правительству об освобождении членов Эритрейской церкви, заключённых за свои убеждения, а также за призыв к эритрейским властям не вмешиваться в дела церкви, патриарх был задержан и подвергнут заключению.
В мае 2007 года патриарха Антония на его посту сменил патриарх Диоскор (Хагос).
В марте 2012 года представители организации International Christian Concern высказали свою обеспокоенность состоянием здоровья Патриарха Антония, страдающего сахарным диабетом и не получающим квалифицированную медицинскую помощь и призывали международное сообщество оказать давление на Эритрею с требованием освободить иерарха.
Скончался 9 февраля 2022 года.